# Constantino I da Arménia
Constantino I da Arménia(PE) ou Armênia,(PB) Կոստանդին Ա em arménio, Gosdantin ou Kostantine por transliteração (nascido a cerca de 1050-1055 - morto a cerca de 1099-1103) foi senhor de Bartzeberd e de Vahka, príncipe arménio da Cilícia de 1095 até à sua morte. Filho e sucessor de Ruben I da Arménia, foi o segundo soberano deste domínio pertencente à dinastia dos rubênidas (descendentes de Ruben I).
Com a chegada da Primeira Cruzada, Constantino forneceu provisões e auxílio aos cruzados, pelo que foi recompensado com os títulos de conde e barão. Não teve assim que combater os turcos seljúcidas, uma vez que estes foram derrotados pelos cruzados e forçados a evacuar a planície ciliciana durante a travessia cruzada da Anatólia, que o Império Bizantino reocupou. Segundo o cronista Mateus de Edessa, os senhores arménios Constantino, filho de Ruben, Pazuni e Oshin, em 1097 e 1098 enviaram soldados para apoiar os cruzados e lhes prestar serviços.
O líder arménio beneficiou do período conturbado que se seguiu à expulsão dos seljúcidas e à chegada dos bizantinos para criar um principado, tomando várias fortalezas e cidades aos gregos. Inicialmente estabelecido em Bartzeberd, assim que sucedeu ao pai, Constantino conquistou também o castelo de Vahka junto ao rio Ceyhan, o que permitiu a cobrança de imposto sobre os bens que eram transportados do porto de Ayas para o interior. Durante a sua soberania, continuou a expandir o seu controlo sobre a Cilícia.
Não há certeza sobre a data da sua morte: Mateus de Edessa garante que ocorreu a 24 de Fevereiro de 1099, enquanto que a Crónica do rei Hetum II aponta a data de 23 de Fevereiro de 1102; são também apontadas outras datas no final de Janeiro e Fevereiro até 1103. Foi sepultado no convento de Gasdaghon.

## Casamentos e descendência
Desconhece-se o nome da esposa de Constantino I, a Crónica de Alepo simplesmente afirma que descendia do general bizantino Bardas Focas. Deste casamento nasceram:
- Beatriz, casada em 1100 com Joscelino de Courtenay, senhor de Turbessel, depois príncipe de Tiberíades e conde de Edessa
- Teodoro I, sucessor do pai como príncipe das montanhas (Princeps de montibus)
- Leão I sucessor do irmão no principado
- filha de nome desconhecido, casada com Gabriel de Melitene